# Gregorio Robles Morchón
Gregorio Robles Morchón   (Bilbao, 21 d'abril de 1948) va ser un jurista basc, acadèmic de la Reial Acadèmia de Ciències Morals i Polítiques.
Es doctorà en dret el 1975 a la Universitat Complutense de Madrid amb una tesi sobre el pensament polític i jurídic de José Ortega y Gasset. De 1982 a 1986 fou Secretari de l'Associació Espanyola de Filosofia Jurídica i Social i des de 1983 és catedràtic de filosofia del dret a la Universitat de les Illes Balears.
Del 1986 al 1990 fou director del Col·legi Universitari Cardenal Gil de Albornoz de Conca (1986-1990) i de 1990 a 1992 fou director de l'Escola Lliure de Dret i Economia de Madrid. Des de 1991 és professor de Dret de la Unió Europea a la Universitat Pontifícia de Salamanca, campus Madrid. Des de 1997 publica articles al diari ABC i des de 1998 a La Razón.
És membre, entre altres de l'Institut Hans Kelsen de Viena de l'Institut Europeu de Psicologia Jurícida i del comitè científic de les revistes Ars Interpretandi (Pàdua) i Revista de Direito Constitucional e Internacional (Sao Paulo).

## Obres[3]
- Epistemología y Derecho, Pirámide, 1982
- Las reglas del Derecho y las reglas de los juegos, Universitat de Palma de Mallorca, 1984
- Introducción a la Teoría del Derecho, Debate, 1988; 6.ª ed. 2003
- Los derechos fundamentales en la Comunidad Europea, Ceura, 1988
- Las limitaciones de la Teoría pura del Derecho, UNAM, 1989
- Los derechos fundamentales y la ética en la sociedad actual, Civitas, 1992
- Sociología del Derecho, Civitas, 1993;
- Derecho español de marcas (adaptación al Derecho comunitario), Civitas, 1995
- Elementos de Derecho comunitario, Mapfre, 1996
- Teoría del Dret (coaut.), Universitat Oberta de Catalunya, 1996
- La función del Derecho en la economía, Mapfre, 1997
- El Derecho como texto. Cuatro estudios de Teoría comunicacional del Derecho, Civitas, 1998
- Teoría del Derecho. Fundamentos de Teoría comunicacional del Derecho, vol. I, Civitas, 1998, 2.ª ed. 2006
- Crimen y castigo. Ensayo sobre Durkheim, Civitas, 2001
- Ley y Derecho vivo. Método jurídico y Sociología del Derecho en Eugen Ehrlich, Centro de Estudios Políticos y Constitucionales, 2002
- La influencia del pensamiento alemán en la Sociología de Émile Durkheim, Aranzadi, 2004
- Pluralismo jurídico y relaciones intersistémicas. Ensayo de Teoría comunicacional del Derecho, Civitas, 2007
- Comunicación, lenguaje y Derecho, Real Academia de Ciencias Morales y Políticas, 2009
- La justicia en los juegos, Trotta, 2009
- Piel de limaco (novel·la) Biblioteca Nueva, 2002;
- La familia de Iñigo Zubiaurre, (novel·la) Biblioteca Nueva, 2004.